# Acokanthera
Chi Trường dược hoa (danh pháp khoa học: Acokanthera) là chi thực vật có hoa trong họ Apocynaceae.

## Danh sách các loài
- Acokanthera laevigata Kupicha - Trường dược hoa lá nhọn
- Acokanthera oblongifolia (Hochst.) Benth. & Hook.f. ex B.D.Jacks. - Trường dược hoa lá tròn
- Acokanthera oppositifolia (Lam.) Codd - Trường dược hoa
- Acokanthera rotundata (Codd) Kupicha - Trường dược hoa Nam Phi
- Acokanthera schimperi (A.DC.) Schweinf. - Trường dược hoa Đông Phi

## Hình ảnh

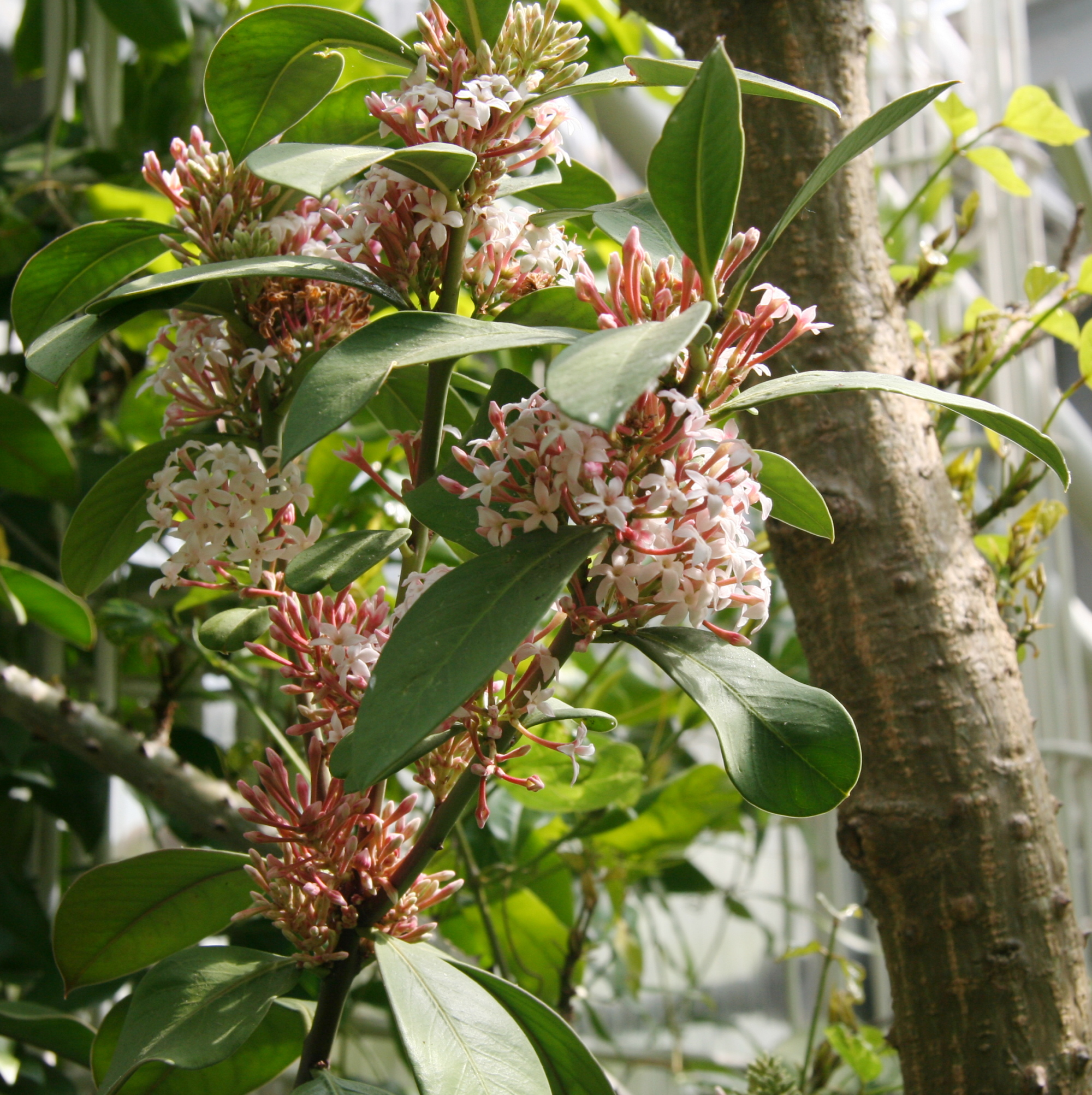
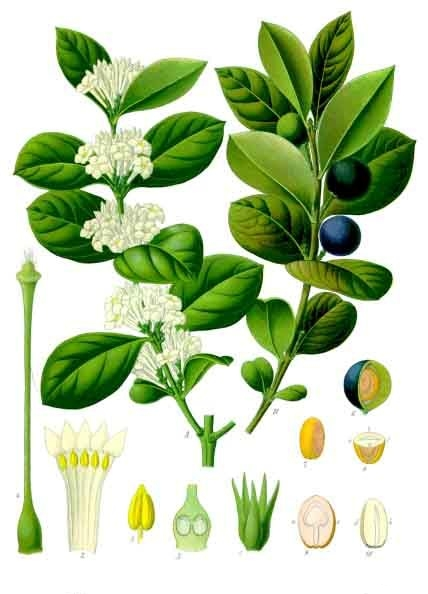